# Piaggio P.166
Die Piaggio P.166 ist ein leichtes zweimotoriges Mehrzweckflugzeug mit Propellerantrieb. Hersteller war die Firma Piaggio mit Sitz in Genua, Italien.

## Entwicklung

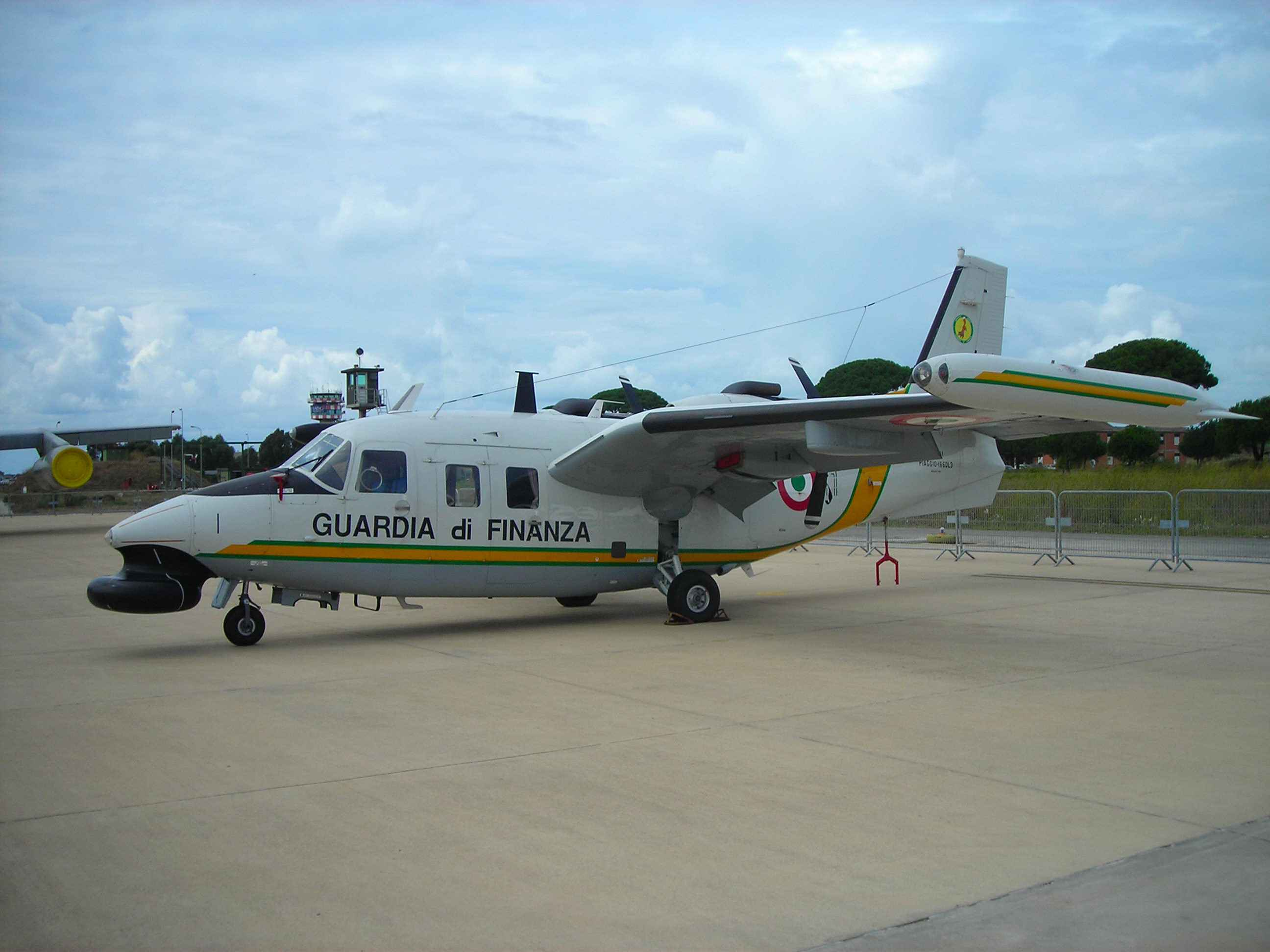
P.166 der italienischen Finanzpolizei

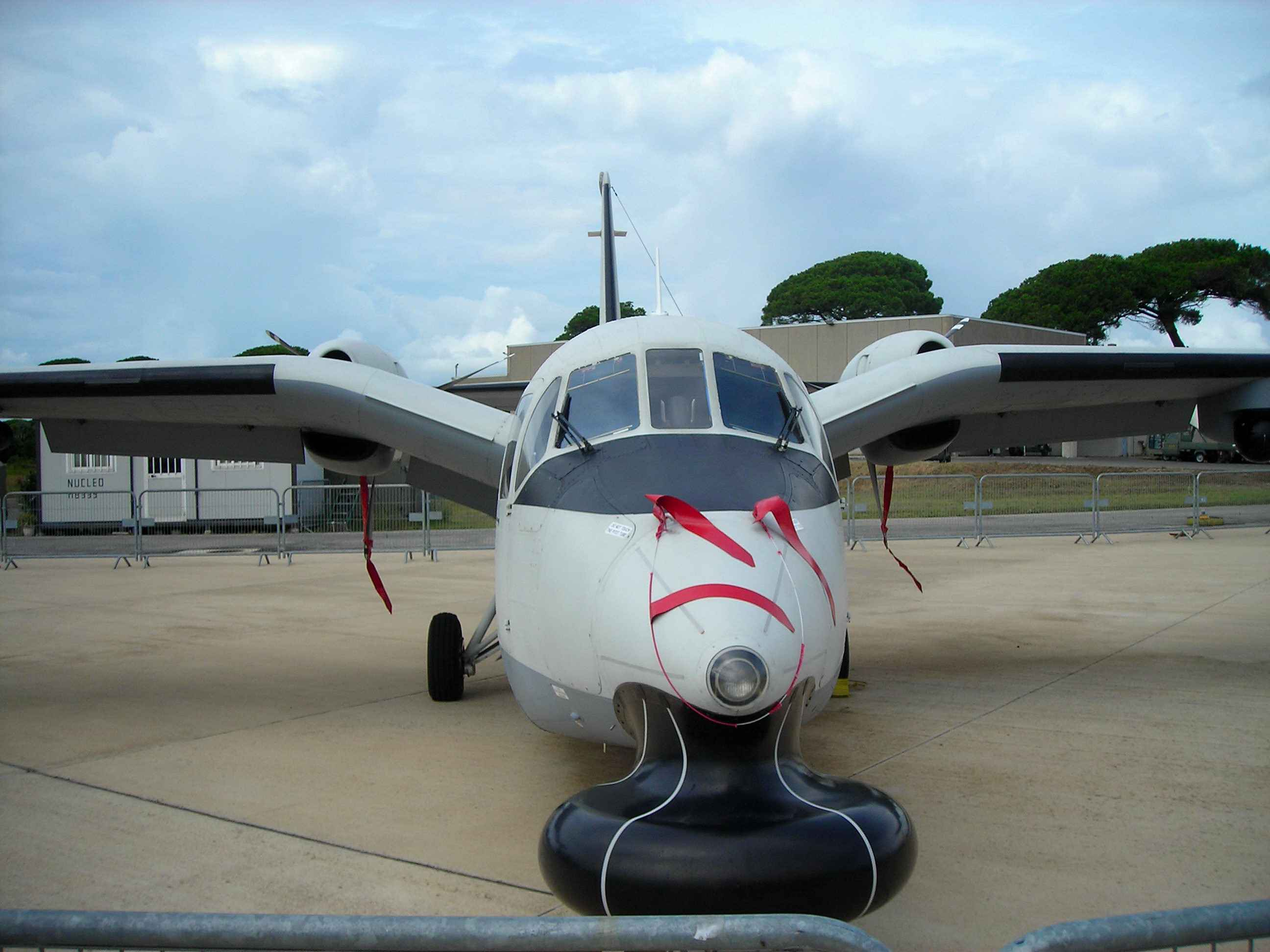
P.166 der Guardia di Finanza mit Radom am Bug

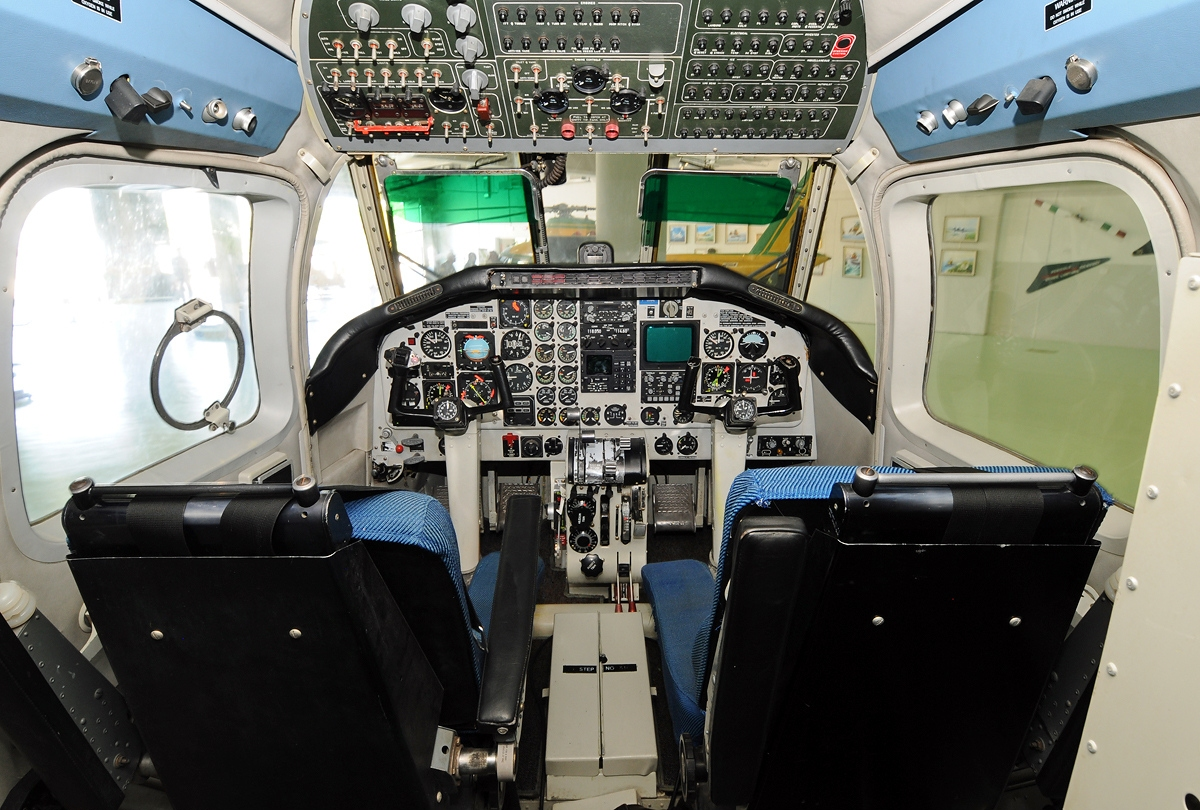
Cockpit der Piaggio P-166DL3-SEM

Nachdem Piaggio in Italien und in Nordamerika mit dem ab 1948 gebauten Amphibienflugzeug Piaggio P.136 einen gewissen Erfolg erzielt hatte, plante man eine leichtere Transportvariante mit Dreibeinfahrwerk. Von der P.136 wurden die freitragenden Schulterdecker-Knickflügel übernommen, an die bei der P.166 noch Flügelspitzentanks angebracht werden können. Auch die für Piaggio typische Druckpropellerkonfiguration mit den Avco Lycoming GSO-480-Motoren wurde übernommen. Der Prototyp der Piaggio P.166 flog erstmals am 26. November 1957. Die FAA-Zulassung wurde am 31. Juli 1958 erteilt. Bis 1963 waren bereits 85 Stück verkauft, davon 21 an die italienische Luftwaffe, die sie für Verbindungsaufgaben einsetzte.

## Konstruktion
Es handelt sich bei der Piaggio P.166 um ein zweimotoriges Ganzmetallflugzeug mit freitragendem einholmigem Tragflügel und einziehbarem Bugradfahrwerk. Tragflächen, Leitwerk und Rumpf sind aus Aluminium hergestellt und in Flachniet-Technik gefügt. Die Querruder sind geschlitzt ausgeführt und tragen auf der Steuerbordseite eine Trimmfläche. Als Landeklappen kommen Schlitzklappen zum Einsatz. Im Außenflügel befinden sich rechts und links die Kraftstofftanks mit zunächst je 212 l Fassungsvermögen. Die Flügelspitzentanks haben eine Kapazität von je 208 l, spätere Ausführungen wie die P.166-DL3 haben Flügelspitzentanks mit 323 l. Optional können diese späten Ausführungen auch noch Tanks unter den Tragflächen mit je 284 l mitführen. Der Rumpf ist halbselbsttragend ausgeführt. Das Leitwerk ist ebenfalls freitragend, sowohl Höhen- als auch Seitenruder haben Trimmflächen. Das Fahrwerk kann hydraulisch ein- und ausgefahren werden. Das Hydrauliksystem arbeitet mit 127 bar und versorgt neben dem Fahrwerk auch die Landeklappen und Bremsen. Das elektrische Bordnetz hat 28 Volt DC.

## Einsatz
Flugzeuge der ersten Serienproduktion wurden nach Australien und Neuguinea verkauft und in den USA von der Tracker Corporation vertrieben. Die P.166S Albatros wurde speziell für die Luftwaffe Südafrikas gebaut, die 20 Maschinen erhielt.
In Italien setzte die Luftwaffe 57 Maschinen zu Verbindungs-, Aufklärungs- und Schulungszwecken ein. Die italienische Küstenwache und die Finanzpolizei beschafften 12 beziehungsweise 10 Exemplare zur Seeraumüberwachung.
Die Fluggesellschaft Alitalia benutzte zwei Maschinen zur Pilotenausbildung in ihrem Schulungszentrum in Alghero auf Sardinien. Diese beiden P.166 wurden schließlich von der Finanzpolizei übernommen, womit deren Bestand auf 12 stieg.

## Versionen
- Piaggio P.166: erstes Serienmodell, 32 Einheiten hergestellt.
- Piaggio P.166B: der Prototyp dieser Ausführung flog erstmals am 27. März 1962 mit dem Namen Portfino; gegenüber der Ursprungsausführung wurden 380 PS (283 kW) starke Motoren Lycoming IGSO-540-A1C mit Direkteinspritzung eingesetzt, zudem wurde der Bug verlängert und die Zelle verbessert; fünf Maschinen wurden hergestellt, obwohl eine Serie von 25 Maschinen vorgesehen war.
- Piaggio P.166C: verändertes Rumpfmittelstück (zwölf Passagiere) und stromlinienförmige Behälter für einziehbares Hauptfahrwerk; zwei Maschinen hergestellt.
- Piaggio P.166M: Militärversion für die italienische Luftwaffe mit verstärktem Kabinenboden und vergrößerter Ladeluke (konnte Triebwerk einer Fiat G.91 transportieren). Von dieser Variante wurden 51 Einheiten gebaut.
- Piaggio P.166S: weiter verbesserte Version für die South African Air Force; 20 Maschinen für Küstenpatrouillen und Rettungseinsätze.
- Piaggio P.166BL2: Version mit erweiterter Treibstoffkapazität, vier Maschinen wurden gebaut.
- Piaggio P.166DL3: Mehrzweckversion mit zwei AVCO-Lycoming LTP 101-700A1-A zu je 559 PS und verbesserter Ausrüstung. Der Erstflug erfolgte am 3. Juli 1976, die FAA-Zulassung 1978. Die Ausführung wurde unter anderem an Alitalia und an Somalia geliefert. Als Avionik sind VOR, ADF, Gleitpfadempfänger, künstlicher Horizont und ein Autopilot vorgesehen.
- Piaggio P.166DL3 APH: Aufklärungsvariante der italienischen Luftwaffe.
- Piaggio P.166DLR-MAR: allwettertaugliche Seeüberwachungsversion.
- Piaggio P.166 DP1: zwischen 1998 und 2004 entwickelte Version mit zwei Pratt & Whitney Canada PT6-A121 (je 615 PS), erhöhtem Abfluggewicht, verbesserter Avionik und modernen Aufklärungssensoren. Etliche in Italien eingesetzte Maschinen sollen auf diesen Standard gebracht werden.

## Militärische Nutzung
- Italien (in Dienst zwischen 1961 und 2022)
  - Aeronautica Militare (49 P166M-APM, zwei P166BL2-APH und sechs P166DL3-APH)
  - Guardia Costiera (zwölf P166DL3-SEM1 von 1988 bis 2017)
  - Guardia di Finanza (ab 1990 zwei ex-Alitalia P166-DL3-Trainer; zehn neue P166DL3-SEM, davon acht zu P166DP1 umgebaut)
- Somalia: zwei P.166-DL3-Mehrzweckflugzeuge und zwei P.166-DL3/MAR für maritime Überwachung
- Südafrika

## Technische Daten
| Kenngröße              | Daten Piaggio P.166-DL3        |
| ---------------------- | ------------------------------ |
| Besatzung              | 2                              |
| Passagiere             | max. 10                        |
| Länge                  | 11,90 m                        |
| Spannweite             | 14,69 m (ohne Tanks: 13,51 m)  |
| Höhe                   | 5,00 m                         |
| Flügelfläche           | 25,56 m²                       |
| Flügelstreckung        | 7,1                            |
| max. Startmasse        | 4300 kg                        |
| Leermasse              | 2126 kg                        |
| Motortyp               | zwei Avco Lycoming LTP 101-600 |
| Motorleistung          | 2× 587 PS (438 kW)             |
| Höchstgeschwindigkeit  | 417 km/h in 3050 m Höhe        |
| Minimalgeschwindigkeit | 117 km/h                       |
| Dienstgipfelhöhe       | 8840 m                         |
| normale Reichweite     | 2035 km                        |